# Kanton Mainvilliers
Der Kanton Mainvilliers war von 1982 bis 2015 ein französischer Wahlkreis im Arrondissement Chartres, im Département Eure-et-Loir und in der Region Centre-Val de Loire. Der Hauptort (chef-lieu) des Kantons war Mainvilliers, Vertreter im conseil général des Départements war zuletzt von 2004 bis 2015 Nicolas André (PS).

## Gemeinden
Der Kanton umfasste vier Gemeinden und den westlichen Teil der Stadt Chartres. In der nachfolgenden Tabelle war für alle Gemeinden jeweils die gesamte Einwohnerzahl angegeben.
| Gemeinde             | Einwohner Jahr | Fläche km² | Bevölkerungsdichte | Postleitzahl | Code INSEE |
| -------------------- | -------------- | ---------- | ------------------ | ------------ | ---------- |
| Bailleau-l’Évêque    | 1181 (2013)    | –          | – Einw./km²        | 28300        | 28022      |
| Chartres             | 38840 (2013)   | –          | – Einw./km²        | 28000        | 28085      |
| Lèves                | 5657 (2013)    | –          | – Einw./km²        | 28300        | 28209      |
| Mainvilliers         | 10368 (2013)   | –          | – Einw./km²        | 28300        | 28229      |
| Saint-Aubin-des-Bois | 951 (2013)     | –          | – Einw./km²        | 28300        | 28325      |